# 981 (szám)
A 981 (római számmal: CMLXXXI) egy természetes szám.

## A szám a matematikában
A tízes számrendszerbeli 981-es a kettes számrendszerben 1111010101, a nyolcas számrendszerben 1725, a tizenhatos számrendszerben 3D5 alakban írható fel.
A 981 páratlan szám, összetett szám, kanonikus alakban a 32 · 1091 szorzattal, normálalakban a 9,81 · 102 szorzattal írható fel. Hat osztója van a természetes számok halmazán, ezek növekvő sorrendben: 1, 3, 9, 109, 327 és 981.
A 981 négyzete 962 361, köbe 944 076 141, négyzetgyöke 31,32092, köbgyöke 9,93626, reciproka 0,0010194. A 981 egység sugarú kör kerülete 6163,80479 egység, területe 3 023 346,248 területegység; a 981 egység sugarú gömb térfogata 3 954 536 892,0 térfogategység.